# Abutilon anglosomaliae
Abutilon anglosomaliae là một loài thực vật có hoa trong họ Cẩm quỳ. Loài này được Cufod. ex Thulin mô tả khoa học đầu tiên năm 1998.